# Leurobela
Leurobela is een geslacht van vlinders van de familie sikkelmotten (Oecophoridae), uit de onderfamilie Oecophorinae.

## Soorten
- L. clastomita Turner, 1947
- L. holophaea (Turner, 1919)
- L. puncta Turner, 1947